# Kobayakawa Kiyoshi

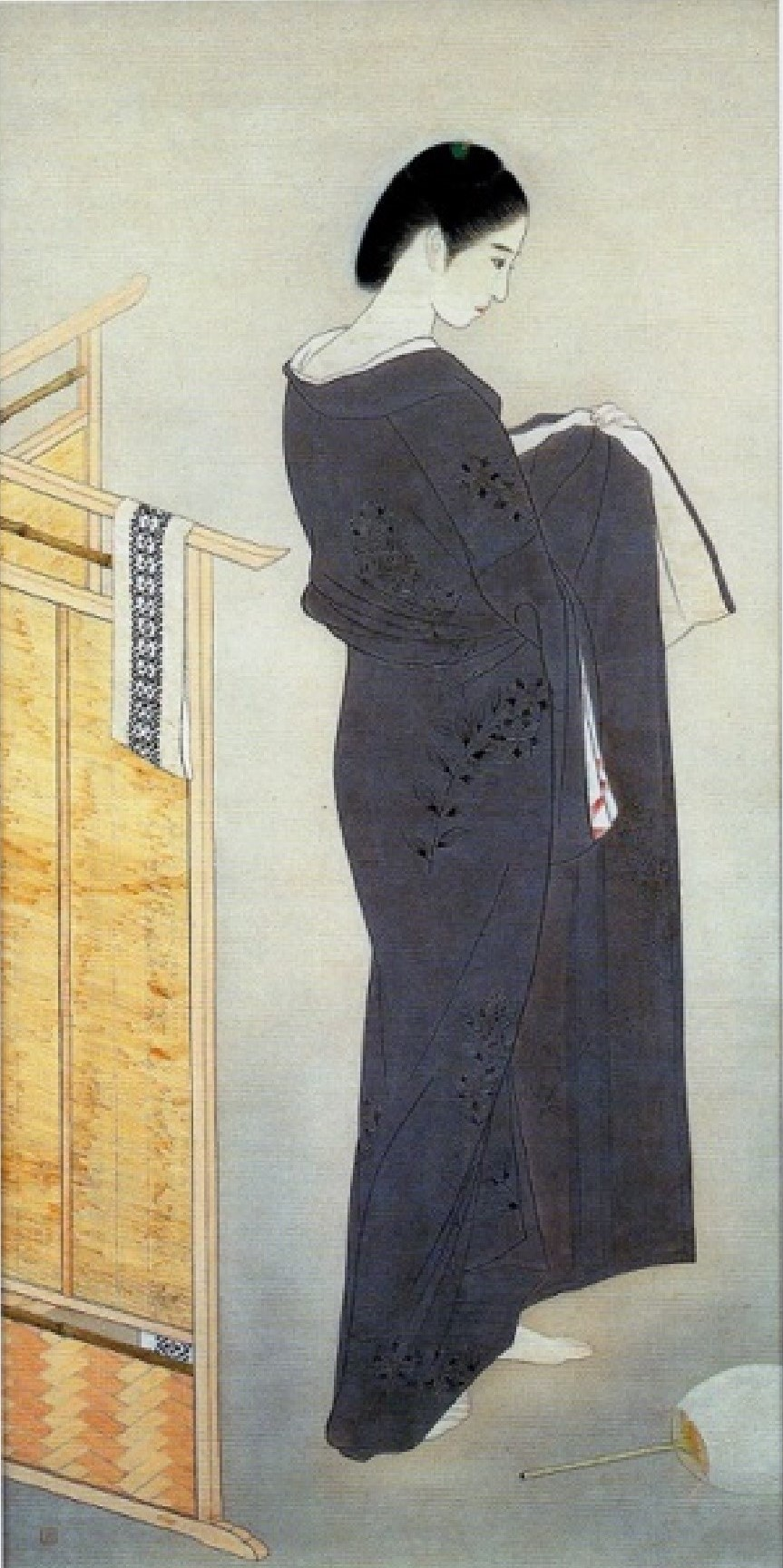
„Rücken“, 1936

Kobayakawa Kiyoshi (japanisch 小早川 清; 29. August 1899 in Fukuoka, Präfektur Fukuoka – 4. April 1948 in Tokyo) war ein japanischer Maler und Holzschnitt-Künstler der Nihonga-Richtung.

## Leben und Werk
Kobayakawa wurde in Hakata, einem Stadtteil von Fukuoka geboren. Nach erstem Mal-Unterricht zu Hause ging er 1915 nach Tokyo und studierte unter Kaburagi Kiyokata und schloss sich dessen Heimat-Vereinigung (郷土会, Kyōdo-kai) an.
Sein  Bild „Frau Okiku aus Nagasaki“ (長崎のお菊さん, Nagasaki no O-Kiku-san) wurde 1924 in der 5. Teiten-Ausstellung angenommen. Das war der Beginn einer regelmäßigen Ausstellungs-Beteiligung.
Mitte der 20er Jahre begann Kobayakawa, sich für den Farbholzschnitt zu interessieren. Er lieferte Druckvorlagen für die Verleger Takamizawa Enji (1870–1927) und Watanabe Shōzaburō (1885–1962), beschäftigte aber auch eigene Holzschnitt-Schneider. Von 1930 bis 1931 schuf er die Serie „Geschminkte Welt der Gegenwart“ (近代時世粧, Kindai jiseshō), aus der „Beschwipst“ (ほろ酔い, Horoyoi), „Nägel“ (爪, Tsume), „Schminken“ (化粧, Keshō), „Schwarze Haare“ (黒髪, Kurokami), „Lippenstift“ (口紅, Kuchibeni), sowie „Augen“ (瞳, Hitomi) besonders bekannt sind.
Kobayakawa erlag 1948 zu Hause einem Schlaganfall.

## Bilder

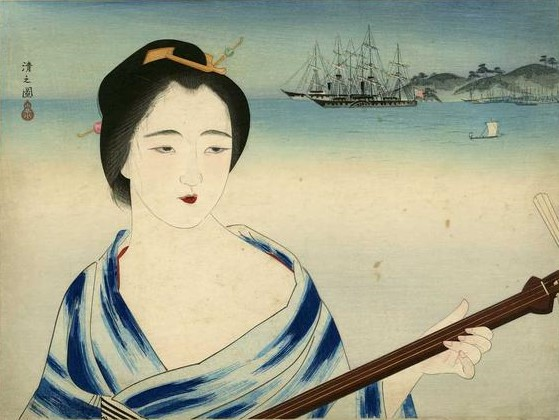
„Okichi von Shimoda“
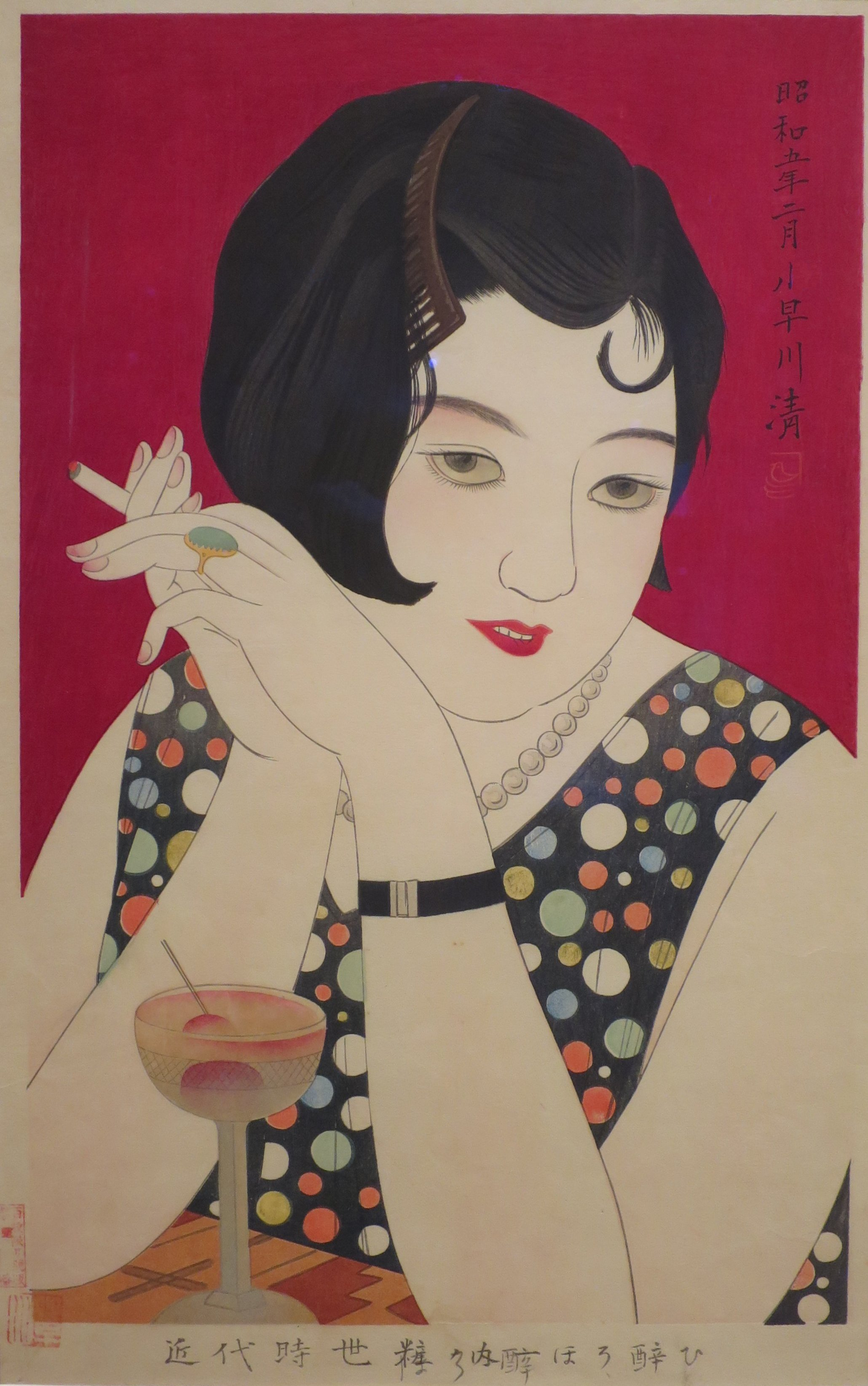
„Be- schwipst“
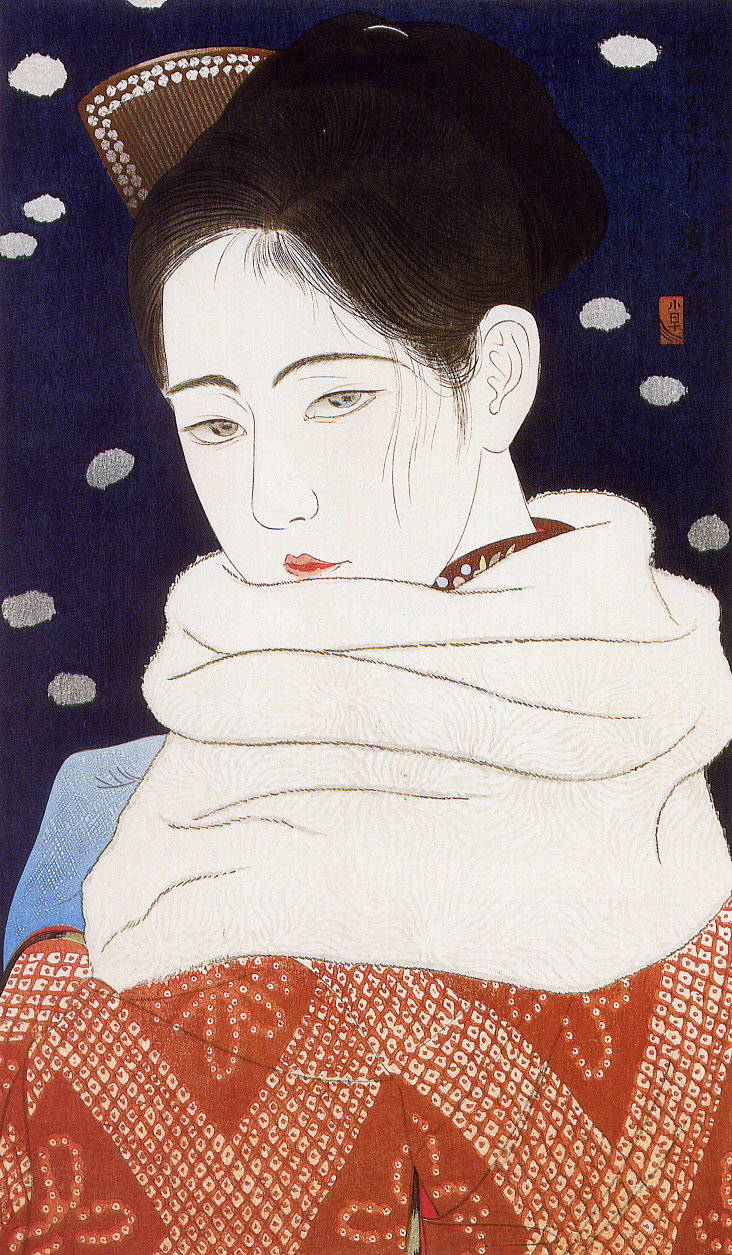
„Augen“
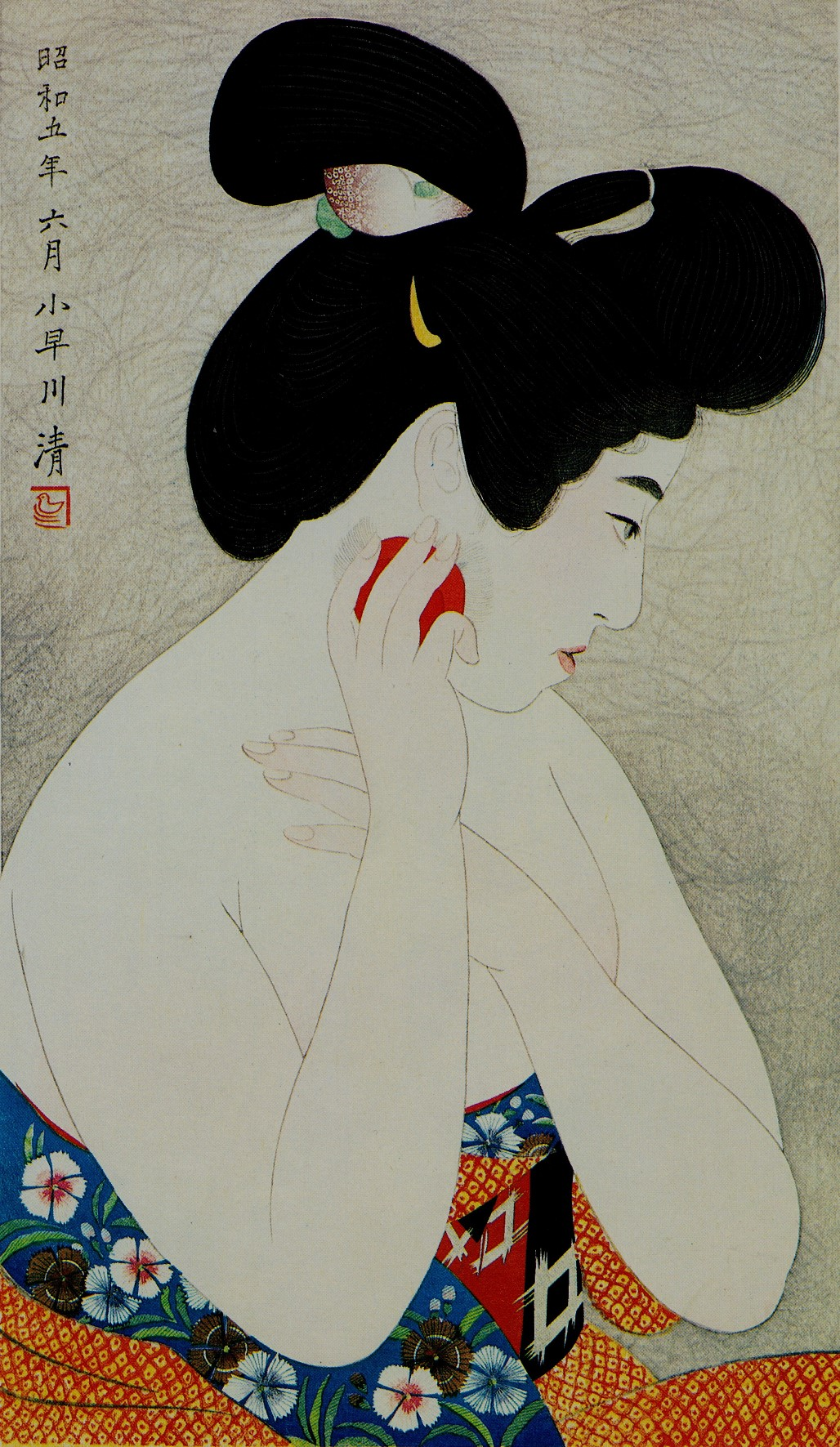
„Schminken“
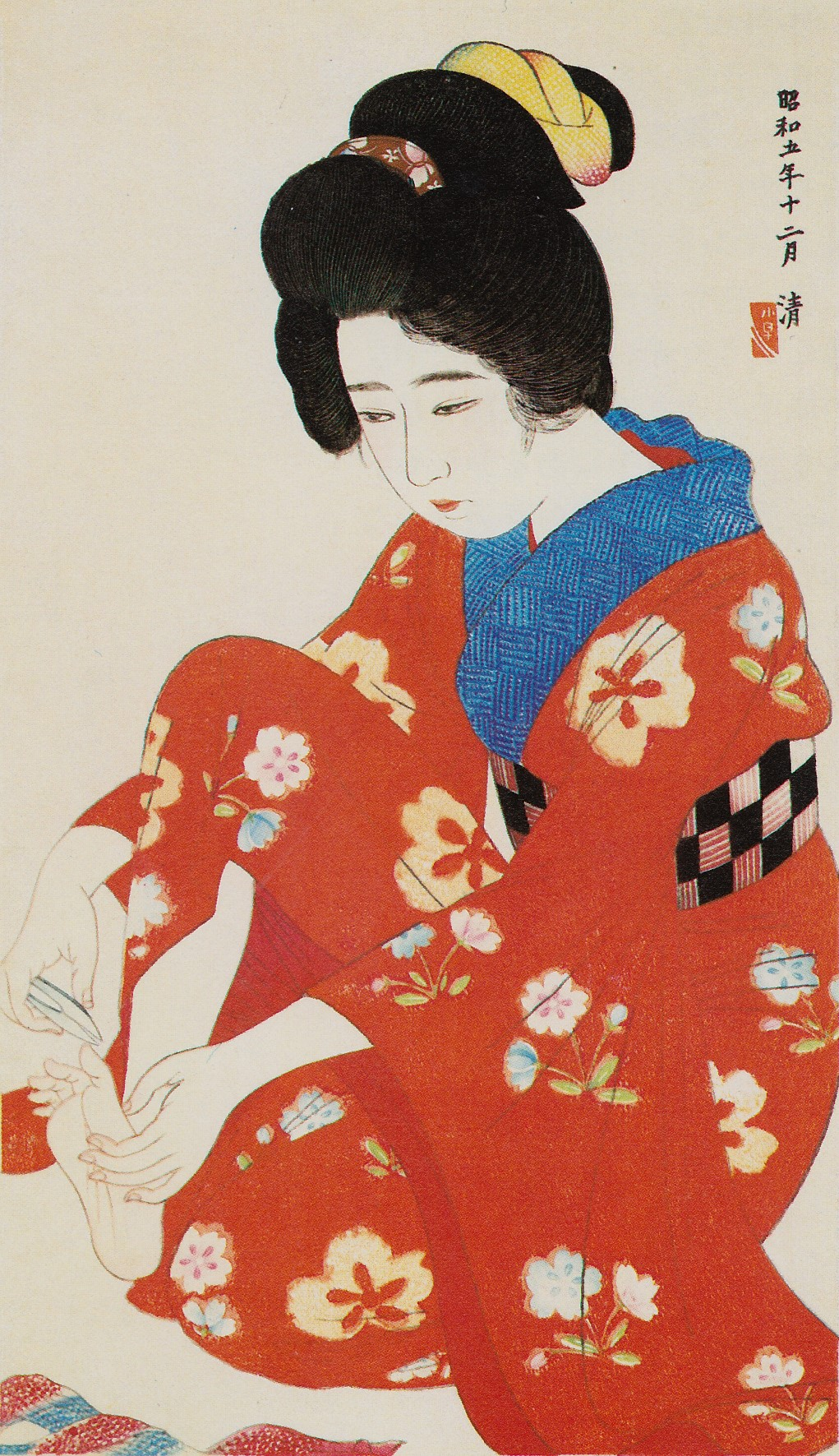
„Nägel“
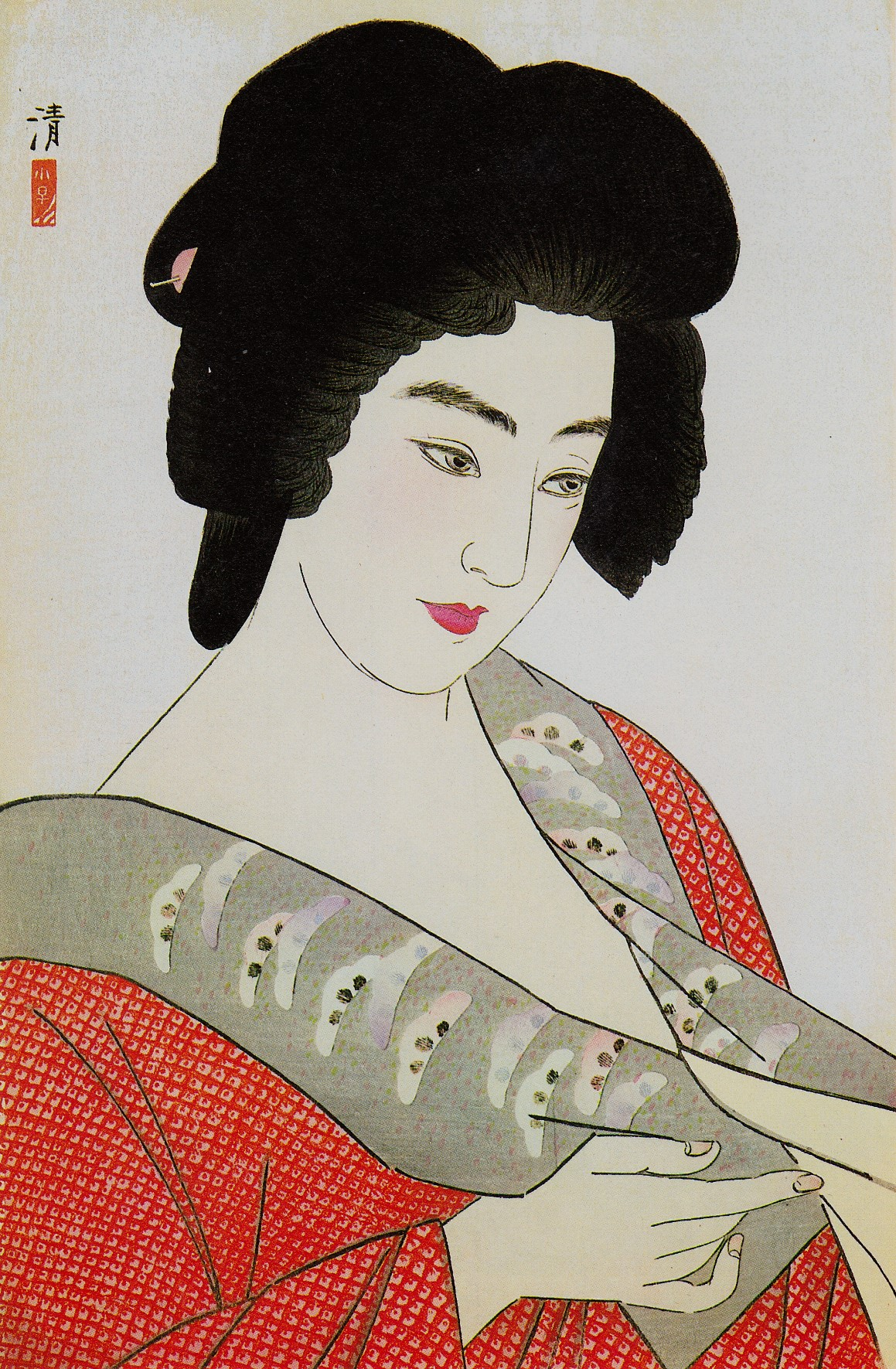
„Jugend“